# Abscisă

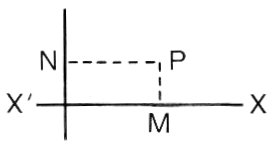
Abscisa punctului P este distanța măsurată de la originea sistemului de coordonate la piciorul perpendicularei (punctul M) coborâtă din punctul P pe abscisa ox.

În matematică, abscisa (plural abscise) este: 
  1. (Pentru un punct de pe o axă).
Numărul care indică lungimea și orientarea segmentului cuprins între originea axei și punctul considerat, determinând poziția acestuia.
  2. (Pentru un punct din plan, raportat la reperul format de axele concurente Ox și Oy).
Prima coordonată carteziană a punctului respectiv, măsurată pe segmentul dus din punct, paralel cu axa Ox, până la axa Oy.
  3. (Pentru un punct din spațiu, raportat la reperul format din axele necoplanare Ox, Oy și Oz).
Prima coordonată carteziană a punctului respectiv, măsurată pe segmentul dus din acest punct, paralel cu axa Ox, până in planul (yOz).
Definiția acestei coordonate, după ideea lui Apollonius (sec III î.Hr.), a fost dată de Fermat și s-a statornicit mai ales prin lucrările lui Descartes (1637), care a introdus și notația prin litera x. Denumirea a fost propusă de Leibniz (1675) și s-a fixat în terminologia matematică prin lucrările lui La Hire (1709) și Cl. Rabuel.
Abscisa este axa care este notată tradițional cu ox, unde prin o sau O se înțelege originea sistemului de coordonate. Perpendicular pe abscisă, trecând de asemenea prin originea sistemului de coordonate este ordonata, axa verticală a oricărui sistem de referință bidimensional sau tridimensional.
Conform notației carteziene (numele latinizat al filozofului era Cartesius) a lui René Descartes, păstrată până astăzi, oricărui punct din plan i se poate asocia o pereche unică de numere (adesea numite doar x-ul și y-ul punctului) care definesc unic poziția punctului. Abscisa se referă întotdeauna la axa ox, uneori cunoscută și ca axa x'ox.

## Exemplu
- Pentru punctul de coordonate A(-12; 0), abscisa este reprezentată de numărul "-12", iar ordonata este reprezentată de numărul "0".